# Adelophis copei
Adelophis copei là một loài rắn trong họ Rắn nước. Loài này được Dugès mô tả khoa học đầu tiên năm 1879.